# Инспектор по делам несовершеннолетних
Инспектор по делам несовершеннолетних (сокращённо ИДН или ИПДН) — должность в Российской полиции, ранее в советской милиции для работы с детьми и подростками, не достигшими 18 лет.
Инспектор по делам несовершеннолетних:
- ведет учет проблемного контингента на закрепленном за ним участке и наблюдает за ним;
- собирает, проверяет и анализирует информацию о несовершеннолетних правонарушителях, детях из неблагополучных семей и о несовершеннолетних, попавших в трудные жизненные ситуации;
- выявляет случаи употребления наркотиков несовершеннолетними;
- в случае совершения несовершеннолетними серьезных правонарушений направляет в суд ходатайство о помещении их в специальные воспитательные учреждения закрытого типа;
- читает разъяснительные лекции в образовательных учреждениях.

Законодательство России позволяет инспекторам ПДН:
- вызывать несовершеннолетних и их представителей и проводить с ними профилактические беседы и беседы с целью установить обстоятельства совершенного правонарушения;
- запрашивать любую информацию, касающуюся их подопечных;
- доставлять несовершеннолетних в помещения органов внутренних дел (но не более чем на 3 часа) и досматривать их[1].